# 만귀비
만귀비(萬貴妃, 1428년 ~ 1487년)는 명나라 성화제의 후궁이다. 본명은 만정아(萬貞兒)이고 시호는 공숙단신영정황귀비(恭肅端慎榮靖皇貴妃)로 정식 호칭은 공숙황귀비(恭肅皇貴妃)이다. 

## 생애
만귀비는 성화제의 후궁으로 성화제보다 19세 연상이었다. 본래 궁녀였으나 성화제의 마음에 들었으므로 후궁이 되었고 아들을 낳았으나 곧 죽었다. 그 후 만귀비는 성화제의 아이를 임신한 후궁들을 강제로 낙태하게 하고 매질하거나 독살하는 행위를 일삼았고 황후 오씨(吳氏)를 모함하여 폐위하게 했다. 성화제가 만귀비를 황후로 책봉하려 하였으나 성화제의 생모인 주황후(周皇后)가 원치 않았던 바람에 만귀비는 황후에 책봉되지 못하였다.
현비 백씨(賢妃 柏氏)가 성화제의 아들을 낳았고 이것을 시기한 만귀비는 현비 백씨와 그 아들을 독살했다. 어느 날 궁녀 기씨(紀氏)는 성화제의 아이를 임신하였는데 만귀비는 기씨에게 낙태약을 강제로 먹이고 별궁에 유폐했으나 이렇게 철저하게 성화제의 대를 끊으려는 만귀비의 노력에도 기씨는 무사히 득남했고 이 아이가 명 성군으로 추앙받는 효종 홍치제이다. 기씨는 득남하면 아들과 독살당할 것이 분명했기에 환관에게 갓난 아들을 건내면서 없애 달라고 부탁하였으나 환관은 불쌍하고 안타까운 마음에 아직 아기였던 효종을 자신의 숙소에 계속 숨겨두다가 기회를 틈타 궁 밖으로 몰래 빼돌려 효종은 민가에서 몰래 양육되었다(폐후 오씨가 몰래 양육했다는 설도 있다).
1475년 성화제는 문득 자신을 이을 아들이 없다는 사실을 한탄했고 당시에 아기 홍치제를 빼돌렸던 측근 환관이 궁녀 기씨와의 사이에서 낳은 아들이 몰래 양육되고 있다는 사실을 고했으며 이것은 만귀비가 홍치제를 죽이려고 했기 때문이라는 것까지 같이 고했다. 성화제는 기뻐하여 아이를 궁궐로 불러 들였고 황태자로 책봉했으나 만귀비를 너무나 아꼈던 탓에 성화제는 모든 상황을 인지하고도 만귀비의 죄를 묵인했다. 만귀비는 이에 격분하여 효종을 수차 해하려 했으나 효종은 현명하였기에 전부 모면했으며, 효종의 생모인 궁녀 기씨는 이 사건으로 만귀비에게 독살당했다. 궁녀 기씨는 아들 효종이 황제로 즉위하면서 효목순황후(孝穆純皇后)로 추존된다. 이렇게 잔행을 일삼던 만귀비는 1487년 60세에 죽었고 성화제는 슬퍼하였다. 성화제는 시호는 공숙단신영정황귀비(恭肅端慎榮靖皇貴妃)로 추서되고, 시신은 천수산(天壽山), 후일의 명십삼릉 근처에 매장되었다. 그의 묘소는 만랑분(萬娘墳)으로 칭해진다.